# Gile Steele
Gile Steele (* 24. September 1908 in Ohio; † 16. Januar 1952 in Culver City, Kalifornien) war ein US-amerikanischer Kostümbildner, der zweimal den Oscar für das beste Kostümdesign gewann.

## Leben
Gile Steele begann Ende der 1930er Jahre als Kostümbildner bei Filmproduktionen und wirkte erstmals 1938 bei The Toy Wife von Richard Thorpe und Yellow Jack von George B. Seitz bei der Erstellung von Filmen mit. Im Laufe seiner Karriere war er als Kostümbildner an über 80 Filmen beteiligt.
Bei der Oscarverleihung 1949 war er zusammen mit der legendären Edith Head erstmals für einen Oscar für das beste Kostümdesign nominiert und zwar im Farbfilm Ich küsse Ihre Hand, Madame (1948) von Billy Wilder. Gemeinsam mit Edith Head erhielt er den Oscar in dieser Kategorie 1950 für die Kostüme in dem Schwarzweißfilm Die Erbin (1949) von William Wyler. Einen zweiten Oscar für das beste Kostümdesign gewann er bei der Oscarverleihung 1951 zusammen mit Edith Head, Dorothy Jeakins, Eloise Jensson und Gwen Wakeling für die von ihnen entworfenen Kostüme in dem Farbfilm Samson und Delilah (1949) von Cecil B. DeMille. Bei der Oscarverleihung 1952 war er gleich zweimal nominiert, und zwar erstens einen mit Walter Plunkett für den Schwarzweißfilm Kind Lady (1951) von John Sturges sowie zweitens gemeinsam mit Helen Rose für die Kostüme in dem Farbfilm Der große Caruso (1951) von Richard Thorpe. Gile Steele wurde schließlich posthum 1953 erneut mit Helen Rose für den Oscar in der Kategorie bestes Kostümdesign in dem Farbfilm Die lustige Witwe (1952) von Curtis Bernhardt nominiert.
Weitere bekannte Filme mit von ihm entworfenen Kostümen waren Ihr erster Mann (1940) von Mervyn LeRoy, Geheimnis der Mutter (1948) von George Stevens sowie Scaramouche, der galante Marquis (1952) von George Sidney.

## Filmografie (Auswahl)
- 1938: Marie-Antoinette (Marie Antoinette)
- 1940: Der junge Edison (Young Tom Edison)
- 1940: Ihr erster Mann (Waterloo Bridge)
- 1940: Comrade X
- 1941: Der letzte Bandit (Billy the Kid)
- 1942: For Me and My Gal
- 1943: Gefährliche Flitterwochen (Above Suspicion)
- 1944: The White Cliffs of Dover
- 1946: Mit Pinsel und Degen (Monsieur Beaucaire)
- 1947: California
- 1948: Ich küsse Ihre Hand, Madame (The Emperor Waltz)
- 1948: Geheimnis der Mutter (I Remember Mama)
- 1949: Die Erbin (The Heiress)
- 1949: Samson und Delilah (Samson and Delilah)
- 1950: Flammendes Tal (Copper Canyon)
- 1950: Herz in der Hose (Fancy Pants)
- 1951: Kind Lady
- 1951: Der große Caruso (The Great Caruso)
- 1951: Der Gauner und die Lady (The Law and the Lady)
- 1951: Der Cowboy, den es zweimal gab (Callaway Went Thataway)
- 1951: Der Mann in Schwarz (The Man with a Cloak)
- 1952: Mann gegen Mann (Lone Star)
- 1952: Die Schönste von New York (The Belle of New York)
- 1952: Scaramouche, der galante Marquis (Scaramouche)
- 1952: Die lustige Witwe (The Merry Widow)
- 1952: Frau in Weiß (The Girl in White)